# 若開邦北部衝突 (2016年至今)
若開邦北部衝突是從2016年起，若開羅興亞救世軍叛亂分子和緬甸安全部隊之間的一系列衝突。襲擊事件發生後，據報緬甸安全部隊在打擊涉嫌與羅興亞反叛分子有關的平民方面發生若干侵犯人權事件。

## 背景
羅興亞人是緬甸一個少數民族，主要生活在緬甸若開邦北部地區，被描述為世界上最受迫害的少數民族之一。他們將自己描述為多個世代以前定居在該地區的阿拉伯人貿易商的後裔。學者們說，自15世紀以來，他們一直在該地區。不過，他們被緬甸政府剝奪了公民身份，緬甸政府將這些移民稱為來自孟加拉國的非法移民。在現代，對緬甸的羅興亞人的迫害可以追溯到二十世紀七十年代。此後，羅興亞人民定期成為政府和民族主義佛教徒所迫害的目標。

## 經過

### 2016年
2016年10月9日，數以百計不明身份的叛亂分子襲擊緬甸與孟加拉國邊界的三個邊界哨所。根據是羅興亞人主要邊境城市孟都市的政府官員說，襲擊者揮舞著砍刀和自製彈弓。襲擊者從邊防站劫走了幾十個槍支和彈藥盒。這次襲擊造成九名邊防軍官死亡。
2016年10月11日，四名緬甸國防軍士兵在戰鬥的第三天遇害。若開邦的政府官員將責任歸咎於羅興亞團結組織的攻擊。
2016年10月17日，一個稱自己為Harakah al-Yaqin（又稱坚定信仰運動）的小組在幾個社交媒體網站上發布聲明對襲擊事件負責的視頻。在接下來的日子裡，另外六個團體發表了聲明，全部引用了同一個領導人。
2011年11月2日，若開邦警察局長Sein Lwin宣布，他的部隊已經開始招募非羅興亞族當地人進入“地區警察局”，該部門將在若開邦首府實兌接受培訓，然後送回他們的村莊去捍衛他們自己。
2011年11月15日，緬甸國防軍宣布，若開邦最近的衝突中有69名羅興亞反叛分子和17名安全部隊（10名警察，7名士兵）遇害，導致死亡人數達134人（102名叛亂分子和32名安全部隊）。另宣布，涉嫌與襲擊有關的234人被捕。
2016年12月14日，國際危機組織報導說，在採訪中，坚定信仰運動領導人聲稱與沙特阿拉伯和巴基斯坦的個人有聯繫。ICG還報告說，羅興亞村民被阿富汗和巴基斯坦戰士“秘密訓練”。
2016年12月30日，近二十幾名著名的維權人士，包括馬拉拉·優素福扎伊、德斯蒙德·圖圖大主教和理查德·布蘭森，呼籲聯合國安理會干預和結束在若開邦北部實施的“種族清洗和危害人類罪行”。

### 2017年
2017年1月21日，三名羅興亞人穆斯林的屍體被發現在孟都的淺墳墓。這些人是與當地政府緊密合作的當地人，政府認為他們是被羅興亞叛亂分子報復殺害。
2017年3月，路透社獲得的一份警察文件列出了自2016年10月9日以來被警方拘留的423名羅興亞人，其中13人是小孩，最小的是十歲。孟都兩名警察隊長核實了這一文件，並對逮捕案進行了辯護，其中一人說：“我們必須逮捕那些與襲擊者串通的人，兒童或許不是，但法庭將決定是否有罪；我們不是決定的人。”緬甸警方還聲稱，這些兒童在訊問期間已經承認了他們所稱的罪行，而且在查問期間他們沒有受到毆打或壓力。被拘留者的平均年齡是34歲，最小的是10歲，最大的是75歲。
2017年5月8日，兩個男人在布迪当镇区的Theni村被臨時地雷炸死。
2017年6月27日，若開邦警察局局長Sein Lwin宣布，安全部隊在“蒙面兇手”殺死了緬甸政府幾名當地行政官員之後，他們“高度警惕”。
2017年7月4日，在實兌至少一百名若開邦佛教徒襲擊了七名羅興亞人，他們被磚塊攻擊，一人死亡，另一人嚴重受傷。 羅興亞人被警察護送到實兌的碼頭購買船隻，儘管有武裝警衛在附近，但仍遭到襲擊。
據緬甸內政部發言人簡介，一名無武器的初級警察在襲擊發生時與羅興亞男子在一起，但無法阻止襲擊者。
2017年8月3日，安全部队在若开邦孟都镇区甘基村以西发现了6名甘基村村民的尸体，另外还有2名村民失踪。据悉此次针对平民的残杀事件主使为罗兴亚恐怖分子。
2017年8月23日，緬甸政府接受科菲·安南推行的报导，以改善若開邦北部人民的生活条件。
2017年8月31日，緬甸軍方宣稱若开邦近期的暴力冲突已造成約370名反叛分子、13名安全部隊人員、2名政府官員和14名平民喪生。
根據BBC在2017年9月的報導，緬甸「民間幾乎一面倒支持政府，軍方的支持度亦正在增加」。
2017年9月24日，緬甸軍方宣佈在若開邦發現一處埋葬28名印度教徒的亂葬崗，軍方稱那些死者是被若開羅興亞拯救軍殺害。
2018年5月，國際特赦組織稱它的調查發現若開羅興亞拯救軍於2017年8月的一起（有可能是兩起）屠殺事件中殺害多達99名信仰印度教的平民，又指若開羅興亞拯救軍也在其它地區以暴力對待平民，雖然在規模上較上述屠殺小。

## 诉讼
2019年11月11日，冈比亚政府代表伊斯兰合作组织（OIC）在国际法院对缅甸涉嫌种族灭绝罪行提起诉讼。冈比亚政府在国际法院上称缅甸正在对其罗兴亚少数民族实施「种族灭绝行动」以及大规模强奸和广泛纵火。冈比亚政府与罗兴亚国际组织呼吁采取紧急措施，以保护受长期迫害的少数民族。缅甸领导者翁山淑枝于12月10日亲自率领法律团队前往荷兰国际法院，为缅甸对罗兴亚人进行种族灭绝指控辩护。缅甸对此也必须每六个月定期报告为保护罗兴亚人免遭种族灭绝行为所做的努力，直到做出最终裁决为止。
2020年9月2日，加拿大和荷兰宣布加入冈比亚对缅甸罗兴亚人的种族灭绝指控。